# Callinectes pallidus
Callinectes pallidus is een krabbensoort uit de familie van de Portunidae. De wetenschappelijke naam van de soort is voor het eerst geldig gepubliceerd in 1883 door Rochebrune.